# Dojinoviće
Dojinoviće (cyr. Дојиновиће) – wieś w Serbii, w okręgu raskim, w mieście Novi Pazar. W 2011 roku liczyła 49 mieszkańców.